# Dere khatrii
Dere khatrii là một loài bọ cánh cứng trong họ Cerambycidae.